# 레오바구
레오바구(루마니아어: Leova)는 몰도바 중부에 위치한 구로 행정 중심지는 레오바이며 면적은 775km2, 인구는 53,800명(2011년 기준)이다. 서쪽으로는 프루트강을 경계로 루마니아와 국경을 접하며 북쪽으로는 흔체슈티 구, 동쪽으로는 치미슐리아 구와 가가우지아, 남쪽으로는 칸테미르 구와 접한다.